# Carlos Carrera Barreto
Carlos Carrera Barreto (Quito, 9 de febrero de 1926-Quito, 27 de agosto de 2009) fue un escritor de literatura infantil ecuatoriano aunque entre sus trabajos se pueden encontrar obras de ensayo, novela y teatro.

## Biografía
Hijo de Rafael Carrera Andrade y de Ignacia Barreto Garzón. Fue el segundo de cuatro hermanos. Casado con Tula Espinoza Barcia con quien tuvo cuatro hijas.
Se graduó de normalista en Quito para luego desempeñarse como profesor de escuelas, colegios y universidades en el Ecuador. Sus obras han sido escogidas por docentes en varias instituciones educativas del país como literatura de estudio debido a la nitidez y facilidad de comprensión que estas otorgan.
Fue escogido para ser el autor de la letra de Himnos de varias instituciones de diferente índole en el país. Como deportista destacó desde su juventud en atletismo y fútbol, formando parte de los equipos Titán y Aucas; así como de selecciones provinciales.

## Obras
Entre sus obras más destacadas se encuentran:
- Gotitas
- Poemas de Razas
- Odas al vuelo (1966)
- Sonetario (1966)
- La Hoja Monocorde (1967)
- Pupila Avida (1967)
- Aliento Encadenado (1968)
- 4 Gajos
- Itinerario
- Atisbos en Verde
- El dátil de plata
- Cuentos chicos 1 y 2
- El Decamerón de los Niños (1981)
- Canto General (1983)
- Lucho Cacho (1986)
- Navideñas (1989)
- Me llamo Santi (1992)
- Los cuentos de Cirilo (1994)
- Poesía Infantil
- Nueva Poesía Infantil
- Teatro Infantil
- Nuevo Teatro Infantil
- Tilipiti tilipán (2009)

- Datos: Q5749973